# L'Empire brisé
L'Empire brisé (titre original : The Broken Empire) est une trilogie écrite par Mark Lawrence.
Il s'agit de la première trilogie publiée par l'auteur.
On y suit l'histoire de Jorg Ancrath, héritier du trône et chef d’une bande de brigands, qui se livre à un jeu de pouvoir afin de réunir les 100 royaumes qui constituaient l’Empire brisé.

## Romans
1. Le Prince écorché, Bragelonne, 2012 ((en) Prince of Thorns, 2011)Réédité aux éditions Milady en 2015
2. Le Roi écorché, Bragelonne, 2013 ((en) King of Thorns, 2012)Réédité aux éditions Milady en 2015
3. L'Empereur écorché, Bragelonne, 2014 ((en) Emperor of Thorns, 2013)Réédité aux éditions Milady en 2016

Une nouvelle, Le dormeur écorché (Sleeping Beauty), s'intercale entre les deux premiers titres.

## Univers
L'histoire se déroule dans l'« Empire brisé ». Un grand nombre de royaumes se sont formés à partir d'un grand empire, sorte de « Saint-Empire romain germanique » où le souverain est élu. Les différents royaumes sont dirigés par les descendants des deux dynasties principales de l'empire, la dynastie des empereurs, blonds, ou la dynastie des intendants, aux cheveux plus sombres et dont les descendants, notamment Jorg, portent comme premier prénom le prénom « Honoré », en mémoire du premier intendant qui ait effectivement dirigé l'empire. La capitale de cet empire est située dans l'ancienne ville de Viennes, rebaptisée « Vyène », où les différents souverains se rendent lorsqu'il faut élire un nouvel empereur en étant escortée par des troupes de la Garde Dirée, un votant ayant une escorte de cent gardes pour chaque région qu'il contrôle et qui représente un vote. La ville de Vyène est indépendante et protégée par la Garde hors des périodes de votes. Quand l'histoire commence, cela fait des années que l'empire est brisé et que les souverains n'ont plus élu un empereur. Il existe aussi une église catholique dans ce monde, dirigée depuis « Roma » par un Pape ou une Papesse.

## Personnages

### Ancrath
- Jorg Ancrath : Prince héritier du Royaume d'Ancrath, personnage principal. Il a été sévèrement blessé lors d'une tentative d'assassinat qui visait sa mère et son jeune frère William, il s'était dissimulé dans un buisson d'épines qui l'ont écorché.
- Sieur Makin : Ancien maître d'arme de la cour, chargé de retrouver et ramener Jorg après sa fuite du château, il choisit de le suivre sur la Route. C'est son plus fidèle compagnon parmi les membres de leur troupe.

### Les Frères
- Petit Riquet et son frère Prix
- Le Nubain
- Kent le Rouge
- Glen
- Maical